# 牛山貴広
牛山 貴広（うしやま たかひろ、1981年5月1日 - ）は、日本の政治家。長野県諏訪郡原村村長（第40代）。元スピードスケート長距離選手、元競輪選手。長野県諏訪郡原村大久保出身。長野県諏訪清陵高等学校を経て明治大学卒業。エムウェーブ所属。競輪選手としては、日本競輪学校（当時。以下、競輪学校）92期生。現役時代は日本競輪選手会茨城支部所属、ホームバンクは取手競輪場、師匠は武田豊樹。私生活での家族構成は妻と子供4人(長女、次女、長男、三女)。

## スピードスケート選手時代
オリンピック初出場となるトリノ大会では1000mで1分11秒21で28位、1500mで1分50秒59で35位、5000mで6分51秒53で27位、団体追い抜きで8位に終わった。日本のスピードスケート長距離選手の現在の練習環境は、短距離選手と比べて世界との差があまりにも大きいこともあって企業などからの支援がない状況で、牛山も独りで練習している状態だった。このような練習環境ではたとえ練習しても世界に通用する選手にはなれないと感じ、2005-06年シーズンを最後に現役を引退した。

## 競輪選手時代
過去に「日本のスピードスケート長距離選手の練習環境の悪さを改善したいです」とコメントしており、指導者となる予定とされていたが、トリノオリンピック閉幕直後の3月15日、競輪選手を養成する競輪学校に特別選抜試験の願書を提出していたことが判明し、3月24日には合格が発表された。
2007年4月、競輪学校第92期生として卒業（在校競走成績第5位）。当初は出身地の長野登録であったが、牛山と同じくスピードスケートより競輪に転向した武田豊樹が競輪での師匠として練習の指導等をすることになったため、登録地を茨城に移動してデビューすることになった。
同年7月14日、弥彦競輪場でのFII開催で競輪選手デビュー（1着）。同月27日に行われた松戸競輪場でのレースで同期として一番乗りの優勝を果たした。
同年12月6日に豊橋競輪場で開催されたレインボーカップファイナル準決勝第9レースにおいて勝利。同開催の決勝進出を決め、S級昇進を果たした。同期としては最初のS級昇進者となった。
2013年3月24日、立川競輪場で行われた第66回日本選手権競輪において、初のG1決勝進出（8着）。
後述の通り、2023年7月30日、立候補していた第40代原村村長選挙で当選。村長は兼職が禁止されているため、競輪選手としても引退手続きを取った。そのため、同年3月22日の宇都宮FI初日第5レース（A級初日特選）で落車棄権したのが競輪選手としてのラストレースとなった。
2023年8月15日、選手登録消除。通算戦績は、1249戦213勝、優勝28回。生涯獲得賞金は3億3960万1700円。

## 政治家時代
前職の五味武雄より事実上の後継指名を受けたことで、2023年5月30日、原村村長選挙に立候補を表明。同年7月30日に行われた投開票の結果、対立候補である小林千展に1802票差をつけ2915票を獲得し初当選を果たした。県内の現職市町村長で最年少となった。現職でオリンピアンの首長は、長野県内では長野市の荻原健司市長、下高井郡山ノ内町の平澤岳町長に続いて3人目となる。
2023年8月8日、原村役場に初登庁。任期は同日より4年間。

## 外部サイト
- 競輪選手時代戦績 - KEIRIN.JP
- 日本競輪学校ニュース・日本競輪学校第92回生徒特別選抜試験合格者
- スピードスケート五輪代表から競輪へ
- 牛山貴広 - 国際オリンピック委員会 (英語)
- 牛山貴広 - オリンピックチャンネル
- 牛山貴広 - Olympedia (英語)
- 牛山貴広 - Sports-Reference.com (Olympics) のアーカイブ (英語)
- 牛山貴広 - SpeedSkatingBase.eu (英語)
- 牛山貴広 - SpeedSkatingNews.info (英語)
- 牛山貴広 - SpeedSkatingStats.com (英語)